# Laurent Dos Santos
Pour les articles homonymes, voir Dos Santos et Santos (homonymie).
Plerin FC -2024-
Laurent Dos Santos, né le 21 mars 1993 à Montmorency (Val-d'Oise) en France, est un footballeur franco-portugais pouvant jouer au poste de milieu de terrain ou latéral droit.

## Carrière

### En avant Guingamp
Il découvre le football à 9 ans en jouant dans le city-stade de Deuil-la-Barre avec ses voisins de quartier. Repéré par le club d'En avant Guingamp, il en intègre le centre de formation à l'âge de 15 ans en 2008. Durant sa formation, il décroche un BEP Vente en effectuant des stages de magasinier, vendeur de poissons et boucher où il démontre son assiduité, des qualités qui vont lui permettre de signer son premier contrat professionnel à l'En avant Guingamp en juin 2013.
Il fait sa première apparition en Ligue 1 lors de la 14e journée, au Stade de la Mosson face à Montpellier, en remplaçant Christophe Mandanne en fin de match. Pour la 19e journée de championnat, à l'occasion d'une rencontre à Toulouse, il profite de la suspension de Jonathan Martins Pereira, lui aussi franco-portugais, pour connaître sa première titularisation en Ligue 1, au poste de latéral droit. Par la suite, pour pallier les blessures récurrentes de Reynald Lemaître et Dorian Lévêque, il sera régulièrement aligné au poste de latéral gauche, étant notamment titularisé huit fois consécutivement à ce poste entre la 27e et la 34e journée. Il participe également au bon parcours de son équipe en Coupe de France, disputant les quatre rencontres de son équipe entre les 32e de finale et les quarts de finale.
Son entraîneur, Jocelyn Gourvennec, sollicite son état d'esprit irréprochable qui compense quelques manquements techniques.

### Racing Club Strasbourg
Joueur de complément en Bretagne, il rejoint l'Alsace et le RC Strasbourg le 18 juillet 2016, y paraphant un contrat de deux ans. Participant à 24 rencontres de Ligue 2, il fait partie des acteurs qui permettent au Racing de retrouver la Ligue 1.

### Valenciennes FC
Libéré de sa deuxième année de contrat, il rejoint le 10 juin 2017 le Valenciennes FC pour une durée de trois ans. Le 28 juillet 2017, il joue son premier match sous ses nouvelles couleurs à l'occasion de la 1re journée face au Gazélec Ajaccio, il délivre une passe décisive en faveur de Medhy Guezoui qui permet à son équipe d'arracher le match nul (1-1).
Le 25 août 2017, il inscrit le premier but de sa carrière professionnelle en ouvrant le score face à Niort.
Lors de la saison 2019-2020, il est promu capitaine.

### FC Villefranche Beaujolais
Le 28 juillet 2022, il signe en faveur du club de FC Villefranche Beaujolais qui évolue en National.

## Statistiques
| Saison                | Club                  | Championnat           | Championnat | Championnat | Coupe nationale | Coupe nationale | Coupe de la Ligue | Coupe de la Ligue | Compétition(s) continentale(s) | Compétition(s) continentale(s) | Compétition(s) continentale(s) | Total | Total |
| Saison                | Club                  | Division              | M.          | B.          | M.              | B.              | M.                | B.                | Comp.                          | M.                             | B.                             | M.    | B.    |
| 2013-2014             | EA Guingamp           | Ligue 1               | 15          | 0           | 4               | 0               | -                 | -                 | -                              | -                              | -                              | 19    | 0     |
| 2014-2015             | EA Guingamp           | Ligue 1               | 10          | 0           | -               | -               | 1                 | 0                 | C3                             | 3                              | 0                              | 14    | 0     |
| 2015-2016             | EA Guingamp           | Ligue 1               | 9           | 0           | 1               | 0               | 2                 | 0                 | -                              | -                              | -                              | 12    | 0     |
| Sous-total            | Sous-total            | Sous-total            | 34          | 0           | 5               | 0               | 3                 | 0                 | -                              | 3                              | 0                              | 45    | 0     |
| 2016-2017             | RC Strasbourg         | Ligue 2               | 24          | 0           | 5               | 0               | 2                 | 0                 | -                              | -                              | -                              | 31    | 0     |
| Sous-total            | Sous-total            | Sous-total            | 24          | 0           | 5               | 0               | 2                 | 0                 | -                              | -                              | -                              | 31    | 0     |
| 2017-2018             | Valenciennes FC       | Ligue 2               | 30          | 1           | 3               | 0               | -                 | -                 | -                              | -                              | -                              | 33    | 1     |
| 2018-2019             | Valenciennes FC       | Ligue 2               | 35          | 1           | 3               | 1               | -                 | -                 | -                              | -                              | -                              | 38    | 2     |
| 2019-2020             | Valenciennes FC       | Ligue 2               | 25          | 1           | 2               | 0               | -                 | -                 | -                              | -                              | -                              | 27    | 1     |
| 2020-2021             | Valenciennes FC       | Ligue 2               | 21          | 1           | 2               | 0               | -                 | -                 | -                              | -                              | -                              | 23    | 1     |
| 2021-2022             | Valenciennes FC       | Ligue 2               | 21          | 0           | 3               | 0               | -                 | -                 | -                              | -                              | -                              | 24    | 0     |
| Sous-total            | Sous-total            | Sous-total            | 132         | 4           | 13              | 1               | -                 | -                 | -                              | -                              | -                              | 145   | 5     |
| Total sur la carrière | Total sur la carrière | Total sur la carrière | 190         | 4           | 23              | 1               | 5                 | 0                 | -                              | 3                              | 0                              | 221   | 5     |

## Palmarès
EA Guingamp
- Coupe de France de football
  - Vainqueur en 2014[8].

 RC Strasbourg
- Championnat de France de football de Ligue 2
  - Champion en 2017[8].